# 不見
《不見》是台灣演員李康生執導的第一部電影作品，由蔡明亮監製。本片獲得鹿特丹影展最大獎「老虎獎」和釜山影展最大獎「新潮流獎」，並獲得金馬獎包含最佳劇情片在內的四項提名。

## 劇情
爺爺（苗天飾）買回孫子最愛吃的早餐燒餅油條之後，人間蒸發，只留下滿地撕成條狀的報紙碎片。孫子因為爺爺的「失蹤」，心情不好，終日沉浸在網咖的電玩世界。另一方面，阿嬤（陸弈靜飾）帶著三歲的孫子小奕到公園玩，沒想到才因拉肚子上個廁所，孫子就不見了。阿嬤詢問了遊戲區的孩子、家長，經過的路人，向社區管理中心、警察局求助，都沒有找著。焦急的阿嬤打電話給兒子，沒有接通，情急之下，跳上路人的機車就要路人帶她去找孫子，甚至還到靈骨塔燒香請求過世的先生幫忙。故事最後，找爺爺的孫子，找孫子的阿嬤，在公園交會......

## 主要演員
- 陸弈靜-阿嬤
- 張捷-少年
- 苗天-爺爺
- 李奕䫆-小奕

## 獎項
| 獎項         | 獎項       | 受獎者    | 階段／結果 |
| ------------ | ---------- | --------- | ---------- |
| 第40屆金馬獎 | 最佳劇情片 | 不見      | 提名       |
| 第40屆金馬獎 | 最佳女主角 | 陸弈靜    | 提名       |
| 第40屆金馬獎 | 最佳新演員 | 張捷      | 提名       |
| 第40屆金馬獎 | 最佳攝影   | 廖本榕    | 獲獎       |
| 鹿特丹影展   | 老虎獎     | 不見 台灣 | 獲獎       |
| 釜山國際影展 | 新潮流獎   | 不見 台灣 | 獲獎       |

## 外部連結
- 開眼電影網上《不見》的資料（繁體中文）
- 香港影庫上《不見》的資料（繁體中文）
- 时光网上《不見》的資料（简体中文）
- 豆瓣电影上《不見》的資料 （简体中文）
- 爛番茄上《不見》的資料（英文）
- AllMovie上《不見》的资料（英文）
- 互联网电影数据库（IMDb）上《不見》的资料（英文）